# Kornhof (Dirmstein)
Der Kornhof in der rheinland-pfälzischen Ortsgemeinde Dirmstein ist ein bäuerliches Anwesen, dessen älteste Teile im frühen 18. Jahrhundert errichtet wurden. Das Anwesen steht unter Denkmalschutz.

## Geographische Lage
Das Hofgut steht im Nordosten des historischen Oberdorfs in der Metzgergasse 19 auf einer Höhe von 102 m ü. NHN. Im Umkreis von 200 m finden sich weitere denkmalgeschützte Bauwerke, z. B. das Älteste Haus, die Laurentiuskirche, das Sturmfedersche Schloss, das Alte Rathaus und die St.-Michael-Apotheke.

## Gebäude
Die Zufahrt wird durch ein Torhaus abgeschlossen, dessen Außenwand mit Putzmalerei versehen ist und das ein traufständiges Satteldach trägt. Ein rustizierter Sandsteinpfeiler rechts an der Durchfahrt ruht über einem Polsterfuß.
Auf der linken Seite des Hofes steht das zweigeschossige gemauerte Wohnhaus mit hohem, nach der einen Seite mit Krüppelwalm versehenem Satteldach. Die Fassade ist durch schlichte, teilweise gekuppelte Rechteckfenster gegliedert. In das scheitrechte Portal ist die Inschrift „HBM 1836“ eingemeißelt, die vermutlich auf den damaligen Eigentümer Hans Bachmann Bezug nimmt.
Eine geräumige Scheune schließt den Hof ab; in sie integriert sind ein tonnengewölbter Keller sowie ein über Säulen kreuzgratgewölbter Stall.

## Baugeschichte
Die Vorgängergebäude des Kornhofs wurden 1689 ruinös, als die Franzosen im Pfälzischen Erbfolgekrieg den gesamten Ort niederbrannten. Wohl zu Beginn des 18. Jahrhunderts wurde der Kornhof von Grund auf neu im Stil des späten Barock errichtet. Auf dem Ortsplan von 1746 ist er als Anwesen des Bernhard Rosen mit Steinhaus und Fachwerkscheune bezeichnet. 1808 wurde das Hofgut durch Hinzukauf des westlichen Nachbargehöfts erweitert und in der Folge teilweise neu bebaut. Dabei wurden Bautraditionen der späten Barockzeit weitergeführt. Das hinter dem Torhaus liegende Wohnhaus ist durch die Inschrift von 1836 bezeugt.